# Jiangchuan

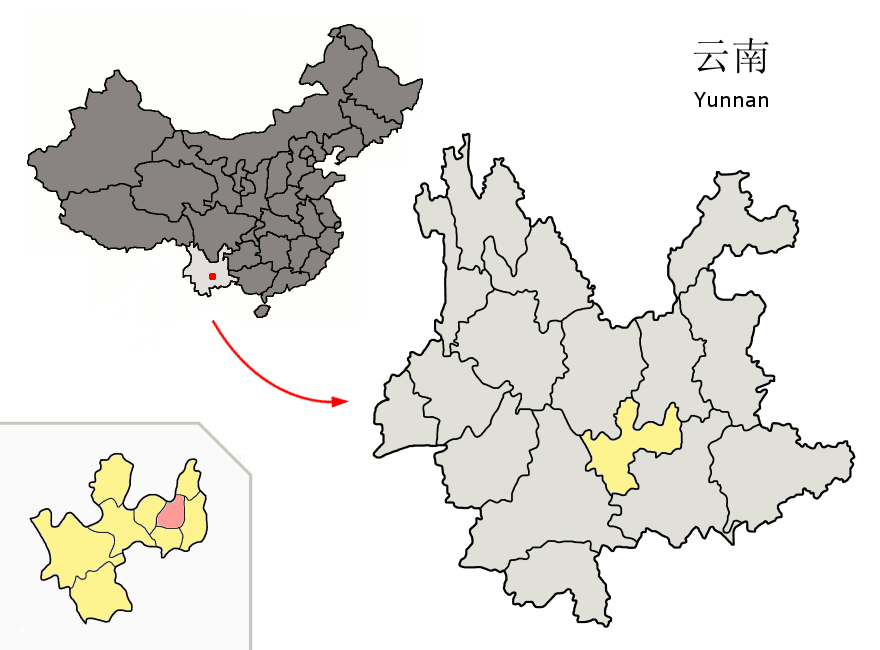
Lage des Kreises Jiangchuan (rosa) in der bezirksfreien Stadt Yuxi (gelb)

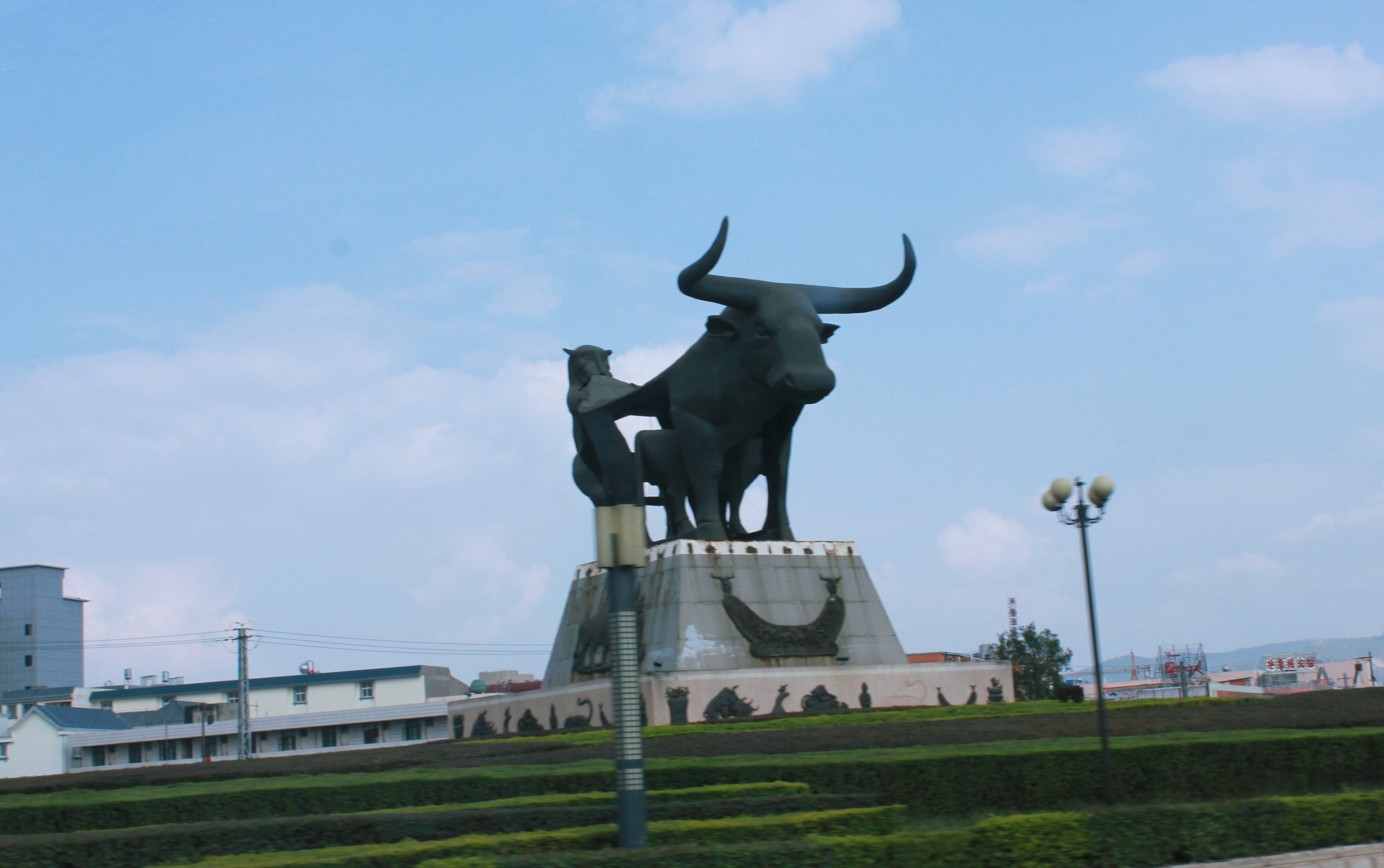
Stier-Tiger-Skulptur, Nachbildung eines Fundes in Lijiashan von 1972

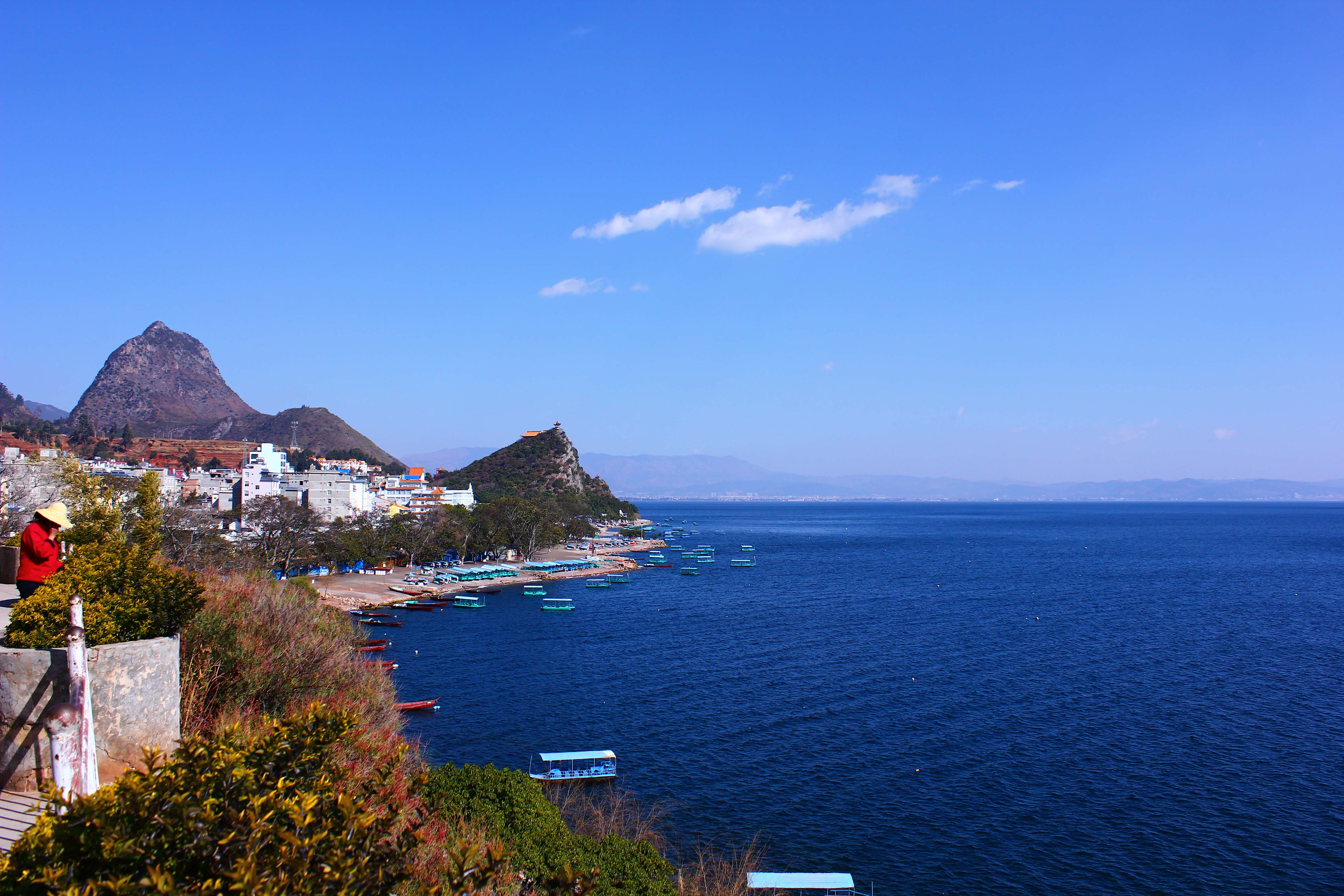
Am Fuxian Hu

Jiangchuan (chinesisch 江川县, Pinyin Jiāngchuān Xiàn) ist ein Stadtbezirk der bezirksfreien Stadt Yuxi in der südwestchinesischen Provinz Yunnan. Im Südosten grenzt er an die Kreise Huaning und Tonghai, im Südwesten an den Bezirk Hongta, im Nordwesten an Jinning und Chengjiang. Er hat eine Nord-Süd-Ausdehnung von 33,7 km und eine West-Ost-Ausdehnung von 31,9 km und eine Fläche von 808,4 km². Davon sind 71,6 % bergig oder hügelig, 15,7 % eben und 12,7 % von Wasser bedeckt. Die Einwohnerzahl beträgt 253.295 (Stand: Zensus 2020). Ende 2013 zählte der Bezirk 280.000 Einwohner.
Das Zentrum des Bezirks liegt auf einer Seehöhe von 1730 Metern in einer Entfernung von 102 Kilometern zur Provinzhauptstadt Kunming und in 19 Kilometern Entfernung zu Yuxi.
Das Territorium von Jiangchuan ist eben in seinem Zentrum, wobei sich die ebenen Gebiete auf etwa 1740 Metern über dem Meeresspiegel befinden. In allen Himmelsrichtungen ist es von Bergen umgeben, deren höchste Erhebung Gudui Shan heißt und bis 2648 Metern reicht. Der niedrigste Punkt ist das Dorf Hekou in der Gemeinde Jiuxi, das auf 1690 Metern liegt. Es gibt 16 Flüsse und die beiden Seen Fuxian Hu (抚仙湖) und Xingyun Hu in Jiangchuan, sie gehören zum Einzugsgebiet des Westflusses, einem Nebenfluss des Perlflusses.
Das Klima von Jiangchuan ist subtropisch mit Jahresdurchschnittstemperaturen von 15,6 °C und jährlichen Niederschlägen zwischen 800 und 1000 Millimetern.
Die Lijiashan-Gräber (Lijiashan gumuqun) stehen seit 2001 auf der Liste der Denkmäler der Volksrepublik China (5-180).
Das Bronzewarenmuseum von Lijiashan (Liajiashan qingtongqi bowuguan) wurde 1993 eröffnet und ist das erste Bronzewarenmuseum in China.
Weitere Attraktionen für Besucher sind die Mingxing-Fischhöhle (明星鱼洞) und der Biyun-Tempel (碧云古寺).

## Administrative Gliederung
Auf Gemeindeebene setzt sich der Kreis aus einem Straßenviertel, vier Großgemeinden und zwei Gemeinden, davon eine Nationalitätengemeinde, zusammen. Diese sind:
- Straßenviertel Dajie (大街街道);
- Großgemeinde Jiangcheng (江城镇);
- Großgemeinde Jiuxi (九溪镇);
- Großgemeinde Luju (路居镇);
- Großgemeinde Qianwei (前卫镇);
- Gemeinde Anhua der Yi (安化彝族乡);
- Gemeinde Xiongguan (雄关乡).

Der Sitz der Bezirksregierung befindet sich im Straßenviertel Dajie.